# William Easterly
 (mai 2009).
Si vous disposez d'ouvrages ou d'articles de référence ou si vous connaissez des sites web de qualité traitant du thème abordé ici, merci de compléter l'article en donnant les références utiles à sa vérifiabilité et en les liant à la section « Notes et références ».
William Russell Easterly est un économiste américain, spécialiste de l'économie du développement. Il s'intéresse aux questions de la croissance économique et de l'aide au développement. Il est professeur d'économie à l'Université de New York (NYU), et codirecteur de l'institut de recherche sur le développement de NYU. Il est rédacteur-adjoint du Quarterly Journal of Economics, du Journal of Economic Growth, et du Journal of Development Economics.

## Biographie
William Easterly est né en Virginie-Occidentale et a grandi à Bowling Green (Ohio). Il reçoit son Bachelor of Arts de l'Université d'État de Bowling Green en 1979, puis son PhD en économie au MIT en 1985.
Entre 1985 et 2001, il travaille à la Banque mondiale en tant qu'économiste et conseiller auprès de la division macroéconomie et croissance. Il travaille ensuite à l'Institut Peterson (Institute for International Economics) et au Center for Global Development jusqu'en 2003. Depuis 2003, il est professeur à l'université de New York. Il a travaillé dans plusieurs pays en développement ou en transition, notamment en Afrique, en Amérique latine et en Russie.
Il est l'auteur de The Elusive Quest for Growth: Economists' Adventures and Misadventures in the Tropics (MIT, 2001), qui l'a fait connaître auprès du grand public, et de The White Man’s Burden: Why the West’s Efforts to Aid the Rest Have Done So Much Ill and So Little Good (Penguin, 2006). Il est coauteur de trois autres livres, et de nombreuses publications dans des revues d'économie à comité de lecture.

## Positions
William Easterly a exprimé son grand scepticisme vis-à-vis des pratiques les plus courantes de l'aide au développement. Dans The Elusive Quest for Growth, il analyse les causes de l'échec de l'aide dans la plupart des pays pauvres, qui ont été incapables de produire une croissance économique durable. Il passe en revue les nombreuses « solutions miracles » proposées depuis la fin de la Seconde Guerre mondiale qui n'ont pas réussi. Parmi celles-ci, l'annulation de la dette des pays pauvres a connu un regain de popularité récent : Easterly rappelle que cette approche, consistant de fait à transférer de l'argent à des gouvernements incapables et corrompus, a déjà été utilisée à plusieurs reprises ; elle a fait plus de mal que de bien, et il appelle à la remettre en question.
Dans The White Man's Burden (référence au Fardeau de l'homme blanc de Kipling), Easterly précise sa pensée au sujet de l'aide internationale. Dans ce livre, publié peu après les concerts Live 8, il prend à partie les personnalités comme Bob Geldof et Bono et surtout l'économiste Jeffrey Sachs, auteur de The End of Poverty. Easterly soupçonne ces missions de bienfaisance vaguement messianiques d'être le pendant moderne de la vanité colonialiste. Il distingue deux types de donateurs : les « planificateurs », qui veulent imposer de vastes plans du haut vers le bas, et les « chercheurs », qui recherchent des solutions émergentes, du bas vers le haut, à des problèmes spécifiques. Il présente les planificateurs comme des utopistes tandis que les « chercheurs » sont plus réalistes en se concentrant sur des solutions viables au coup par coup. Pour Easterly, les « chercheurs » ont beaucoup plus de chances de réussir.

### en anglais
- Statistics and the German State, 1900-1945: The Making of Modern Economic Knowledge (Cambridge Studies in Modern Economic History), Cambridge: Cambridge University Press, 2001.  (ISBN 0-521-80318-7)
- The Elusive Quest for Growth : Economists' Adventures and Misadventures in the Tropics, MIT, 2001, 448 p. (ISBN 978-0-262-55042-0, lire en ligne)
- The White Man's Burden : Why the West's Efforts to Aid the Rest Have Done So Much Ill and So Little Good, Penguin, 2006, 448 p. (ISBN 978-0-14-303882-5)
- (en) The Tyranny of Experts : Economists, Dictators, and the Forgotten Rights of the Poor, New York, Basic Books, 2014, 416 p. (ISBN 978-0-465-03125-2)

### en français
- Les pays pauvres sont-ils condamnés à le rester ? [« The Elusive Quest for Growth:Economists' Adventures and Misadventures in the Tropics »], Éditions d'Organisation, 2006, 397 p. (ISBN 978-2-7081-3150-7)
- Le fardeau de l'homme blanc : L'échec des politiques occidentales d'aide aux pays pauvres [« The White Man's Burden:Why the West's Efforts to Aid the Rest Have Done So Much Ill and So Little Good »]  (trad. de l'anglais), Genève, Markus Haller, 2009, 512 p. (ISBN 978-2-940427-02-4, lire en ligne)